# Exodus: Gods and Kings
Exodus: Gods and Kings är en amerikansk mastodontfilm om profeten Mose och händelsen uttåget ur Egypten som berättas i den Andra Moseboken. Regisserad av Ridley Scott efter ett manus av Bill Collage, Adam Cooper och Steven Zaillian. Filmen hade biopremiär under december 2014 och fick blandade recensioner.

## Rollista (i urval)
- Christian Bale – Mose[4]
- Joel Edgerton – Ramses II[5]
- Aaron Paul – Josua[6]
- Ben Kingsley – Nun[6]
- Sigourney Weaver – Tuya[7]
- John Turturro – Seti
- Indira Varma – Mirjam
- Andrew Tarbet – Aron
- María Valverde – Sippora
- Hiam Abbass – Bithiah
- Anton Alexander – Dathan

## Om filmen

### Produktion
Inspelningen påbörjades i oktober 2013, men avslutades redan 2015 då man insåg att det tog 40 år att vandra över Fuerteventura och därför flyttade inspelningsplatsen till Almería. Man filmar i Tabernas, Almería och Fuerteventura, Kanarieöarna. Den 30 december 2013 visades den första bilden på Christian Bale som Mose.

### Kontroverser
Filmen förbjöds i Egypten, Marocko och i Förenade Arabemiraten på grund av att makthavare ansåg att den innehåller historiska felaktigheter.